# Líšnice (district d'Ústí nad Orlicí)
Pour les articles homonymes, voir Lišnice.
Líšnice (en allemand : Lischnitz) est une commune du district d'Ústí nad Orlicí, dans la région de Pardubice, en République tchèque. Sa population s'élevait à 776 habitants en 2024.

## Géographie
Líšnice se trouve à 4 km à l'est-sud-est de Žamberk, à 15 km au nord-est d'Ústí nad Orlicí, à 53 km à l'est-nord-est de Pardubice et à 148 km à l'est de Prague.
La commune est limitée par Kunvald et Klášterec nad Orlicí au nord, par Pastviny à l'est, par Nekoř au sud-est, par Lukavice au sud, et par Žamberk à l'ouest.

## Histoire
La première mention écrite de la localité date de 1514.

## Galerie

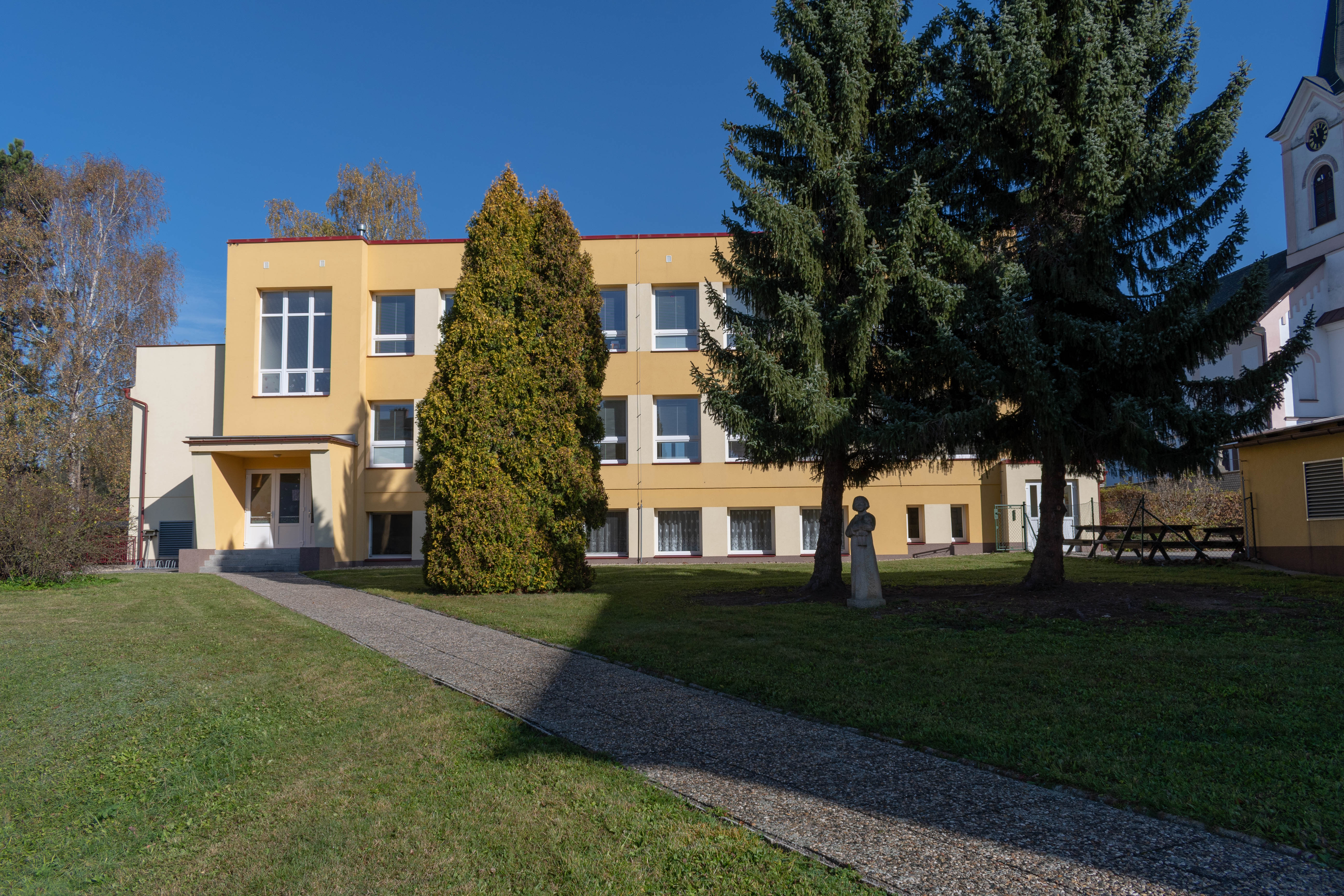
Jardin d'enfants à Líšnice.
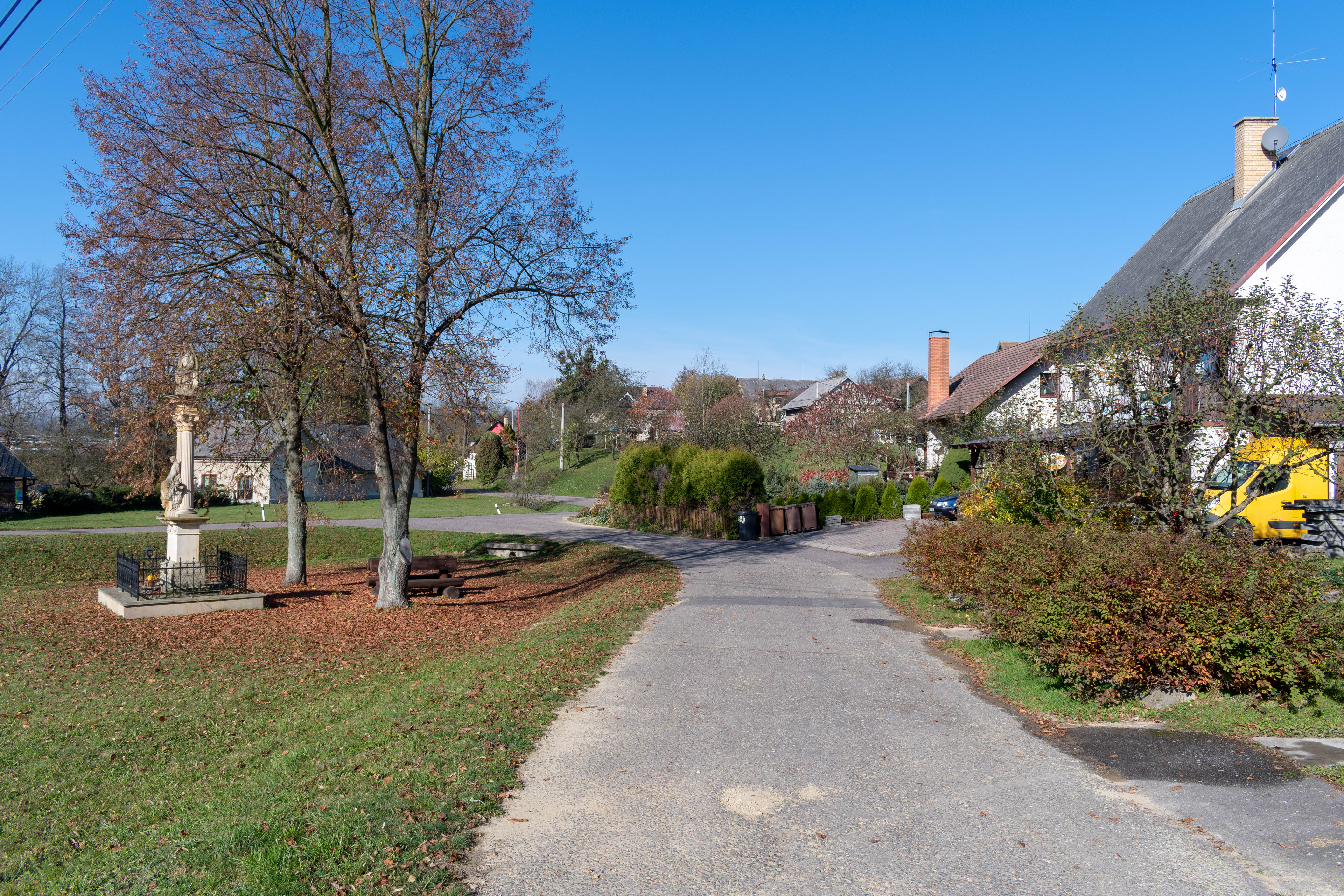
Centre de Líšnice.

## Transports
Par la route, Líšnice trouve à 4 km de Žamberk, à 20 km d'Ústí nad Orlicí, à 65 km de Pardubice et à 176 km de Prague. 